# Days of Future Past
«Days of Future Past» és una història del còmic The Uncanny X-Men números 141–142 de Marvel Comics, publicat el 1980. Tracta d'un futur distòpic en què els mutants són empresonats en camps d'internament. Una Kate Pryde adulta trasllada la seva ment al seu jo més jove, l'actual Kitty Pryde, que porta els X-Men per evitar un moment fatal de la història que desencadena la histèria antimutant.
La història va ser produïda durant l'ascens a la popularitat de la franquícia sota l'equip d'escriptor/artista de Chris Claremont, John Byrne i Terry Austin, és la darrera gran història d'aquest equip creatiu, donat que Byrne va deixar la sèrie al nº 143. El futur fosc que es veu a la història s'ha revisat nombroses vegades i va ser la base del llargmetratge de 2014 amb un títol similar X-Men: Days of Future Past, on Wolverine és enviat al futur. L'any 2001, els fans van votar el primer número d'aquesta història com el 25è millor còmic de Marvel.
El futur distòpic que es presenta a la història, que, segons la intenció de Claremont, existia originàriament en la mateixa realitat que l'acció que té lloc en el present de la sèrie, es va transformar en un futur paral·lel i separat. L'Official Handbook to the Marvel Universe: Alternate Universes 2005 va donar la designació numèrica de la línia de temps original de Days of Future Past com a Earth-811 (Terra-811) al Multivers Marvel.

## Argument
Els esdeveniments de la història Days of Future Past es narren en paral·lel en el present de la sèrie, el 1980, i en el seu futur distòpic, el 2013. El punt de partida real de la trama, que va conduir al desenvolupament d'un futur negatiu, va ser l'assassinat per part de la nova Brotherhood of Evil Mutants liderada per Mystique del senador Robert Kelly, conegut per la seva política anti-mutant, juntament amb Charles Xavier i Moira MacTaggert. La següent sèrie d'esdeveniments va portar a la producció massiva de robots Sentinels, caçadors de mutants que finalment van prendre el control dels Estats Units. L'any 2013, els Sentinels havien exterminat en gran part els mutants i altres éssers amb habilitats sobrehumanes, i els supervivents van ser forçats a camps d'internament. Dins la població, que estava sota un estricte control, el dret a tenir fills estava reservat només a individus lliures de gens mutants i considerats "purs". Després d'haver conquerit Amèrica del Nord, els Sentinels estan dirigint la seva atenció a la resta del món. A la vigília d'un temut holocaust nuclear, els pocs X-Men que queden, mentre fan un intent desesperat d'aturar els Sentinels, fan retrocedir la ment de Kitty Pryde en el temps, per posseir el cos del seu jo més jove i evitar l'assassinat del senador.
Treballant amb els X-Men actuals, el jo futur de Kitty Pryde té èxit en la seva missió i torna al seu propi temps, mentre que el seu jo actual és retornat sense cap record del succès. El món del 2013 no es torna a mostrar després del seu retorn en aquest arc de la història; els X-Men actuals es queden reflexionant sobre si la seva futura distopia s'ha evitat o simplement s'ha retardat.

## Antecedents i creació
John Byrne va idear l'argument de «Days of Future Past», ja que volia fer una història amb els Sentinels i el seu col·laborador Chris Claremont no tenia cap interès a inventar-ne cap, ja que els veia com uns oponents maldestres i fàcilment derrotables. En diverses ocasions posteriors Byrne va assenyalar que només uns anys després de la publicació de la història es va adonar de com de semblant era la trama de Days of Future Past amb la trama de "Day of the Daleks" de 1972 de la sèrie Doctor Who, que havia vist abans quan vivia a London, Ontario.
Byrne va començar a desenvolupar la trama de Days of Future Past mesos abans de la publicació de les últimes parts de la seva història The Dark Phoenix Saga juntament amb Claremont. Per a la història, Byrne i Claremont van crear diversos personatges de la nova Brotherhood of Evil Mutants (Avalanche, Destiny i Pyro) dissenyats per Byrne i anomenats per Claremont. La nova X-Man que apareix en el futur distòpic, Rachel, es va planejar originalment per ser la filla de Scott Summers, o Cyclops i Jean Grey, però la referència a això s'havia d'eliminar de la història que s'estava preparant, ja que «Death of the Phoenix» va acabar amb la mort de Jean Grey, en l'últim moment, per decisió de l'editor en cap Jim Shooter. Així que la Rachel va acabar apareixent com a membre nou de l'equip, sense cap indici de la seva procedència. El senador Robert Kelly, conegut per la seva política antimutant, que ja havia aparegut en històries anteriors, es va convertir en la figura central de Days of Future Past a suggeriment de Claremont. Claremont va contribuir significativament a la segona història Mind Out of Time.
La història del còmic es va preparar amb l'"estil Marvel" habitual a l'editorial, és a dir, els dibuixos es van completar després de desenvolupar la trama, i només llavors es van completar els diàlegs exactes, és a dir, el guió de la història. Claremont i Byrne es van mantenir en contacte gairebé exclusivament per telèfon, així que van discutir els detalls de la història, que no es van registrar per escrit. Després de l'aprovació de la història per l'editora, Louis Simonson, Byrne va produir els dibuixos i, si ho considerava oportú, reorganitzava algunes de les escenes de manera diferent del que s'havia comentat. Després de rebre els dibuixos, Claremont va escriure els diàlegs i la narració de la història.

## Seqüeles
Tot i que Byrne havia pensat que Days of Future Past fos una història completament autònoma, amb el món futur vist a la història ja no existint ni tan sols com una línia temporal alternativa després de la conclusió, diverses històries han revisat aquest futur i fins i tot han actuar com a seqüeles.
Rachel Summers, un personatge que es veu als futurs segments de Days of Future Past, viatja més tard en el temps fins al present i s'uneix als X-Men. Un superdolent, Ahab, la segueix fins al present en el crossover "Days of Future Present". En aquesta història, Ahab segresta els nens Franklin Richards (fill de Mister Fantastic i la Invisible Girl i, en el futur, l'amant de Rachel) i Nathan Summers (fill de Cíclope i Madelyne Pryor), però és derrotat pels X-Men, X-Factor, els New Mutants i Els Quatre Fantàstics.
Rachel s'uneix a l'equip de mutants europeus Excalibur, la sèrie del qual va revisar dues vegades la línia de temps de Days of Future Past. La primera vegada va ser en una història d'Alan Davis titulada "Days of Future Yet To Come", en què un Excalibur que viatja en el temps i diversos herois de Marvel UK derroquen els governants Sentinel de la futura Amèrica. Aquesta història també revela que la "mascota" robòtica Widget d'Excalibur havia estat posseït per l'esperit de la futura Kitty Pryde.
Una realitat similar però diferent es veu en una visió del seu company d'equip, Captain Britain. Aquesta història, "Days of Future Tense", revela el destí final de l'equip Excalibur d'aquesta línia de temps.
Un preludi de "Days of Future Past" es va produir en una minisèrie de tres parts titulada "Wolverine: Days of Future Past". Aquest minisèrie de tres números tractava les ramificacions entre el catalitzador de la creació d'un futur alternatiu fins a la història principal de Uncanny X-Men 141–142. El preludi explica per què Logan marxa al Canadà i per què Magneto està en cadira de rodes a la història dels dos números principals.
Una altra visió d'aquesta realitat es va presentar al segon número de Hulk: Broken Worlds . Una història curta, "Out of Time", examina la vida de Bruce Banner (Hulk) en un camp de presoners dels Sentinels.

## Secret Wars (2015)
El juny de 2015 es va estrenar una seqüela basada en la història original escrita per Marguerite Bennett, Years of Future Past, amb la línia de temps "Days of Future Past" representada a la història de "Secret Wars" de 2015. L'escenari de Battleworld s'anomena Sentinel Territories. Els personatges principals de la sèrie inclouen Christina Pryde i Cameron, els fills de Kate Pryde i Colossus.

## En altres mitjans

### Televisió
- La història "Days of Future Past" va ser adaptada a la sèrie animada X-Men. Els conceptes de la història es van combinar amb una altra història futura alternativa: la de Bishop i la idea d'un traïdor dins les files dels X-Men, tot i que Mystique encara és responsable de l'assassinat del senador Kelly. Bishop interpreta el paper de Kitty Pryde a l'adaptació, encara que viatjant completament enrere en el temps en lloc de projectar la seva ment al seu jo passat, mentre que el "traïdor" es "revela" com a Gambit, amb la interferència dels X-Men revelant que Mystique havia matat el senador Kelly mentre tenia l'aspecte de Gambit per intentar incriminar els X-Men.

- La sèrie Wolverine and the X-Men té una història similar, on el professor X està en coma durant 20 anys, i es desperta per trobar que els mutants són empresonats pels Sentinels. Es connecta telepàticament amb els X-Men del passat per intentar evitar que aquest futur passi. Al final de la primera temporada, el futur dominat pels Sentinels es va evitar. Tanmateix, en el seu lloc va aparèixer un futur basat en l'Age of Apocalypse. La sèrie va aturar la producció abans que es pogués fer la segona temporada que girava al voltant d'això.

- L'encarnació d'A Days of Future Past va aparèixer a l'episodi de The Super Hero Squad Show "Days, Nights, and Weekends of Future Past".

- Un nivell de Madland basat en "Days of Future Past" apareix a l'episodi de Ultimate Spider-Man "Game Over". Mutant Arcade dissenya el nivell sobre la base de Sentinels que s'utilitzen per destruir mutants. L'escenari inclou una foto de Wolverine sent atacat per un Sentinel en un homenatge a la portada de Uncanny X-Men nº 142.

- Hulk and the Agents of S.M.A.S.H. inclou un episodi en cinc parts titulat Days of Future Smash, que consisteix en el fet que Hulk persegueix el Leader al llarg de nombrosos esdeveniments de temps i espai. El títol de l'episodi és una referència a Days of Future Past.

- Un futur semblant al de Days of Future Past es pot veure breument a l'episodi "Skip This Ad...olescence" de Moon Girl and Devil Dinosaur, ja que la seva aplicació de viatge en el temps envia accidentalment la Moon Girl al seu cos futur. L'escena en si ret homenatge a la portada d' Uncanny X-Men nº 141. El productor executiu Steve Loter va donar a entendre més tard al seu compte de Twitter que l'escena prefigurava elements de la història planificada de la sèrie.[23]

### Pel·lícula
X-Men: Days of Future Past és una seqüela de First Class. Van tornar nombrosos actors de la franquícia, com Hugh Jackman, Halle Berry, Ian McKellen, Patrick Stewart, James McAvoy, Michael Fassbender, Anna Paquin, Elliot Page, Shawn Ashmore, Daniel Cudmore, Nicholas Hoult, Jennifer Lawrence i Lucas Till. Els nouvinguts Peter Dinklage, Omar Sy, Adan Canto, Fan Bingbing, Booboo Stewart i Evan Peters també van ser fitxats per interpretar a Bolivar Trask, Bishop, Sunspot, Blink, Warpath i Quicksilver, respectivament. Tot i que Wolverine és qui en realitat és enviat enrere en el temps al seu cos "jove", el director Bryan Singer va descriure a Pryde com el principal facilitador i és la capacitat de fase de Pryde la que permet viatjar en el temps. En aquesta pel·lícula, el catalitzador del futur dominat pels Sentinels va ser l'assassinat de Bolivar Trask per part de Mystique i la seva posterior captura, amb l'anàlisi del seu ADN que va permetre a la humanitat dissenyar Sentinels capaços d'adaptar-se a qualsevol poder mutant. Després que Shadowcat aprèn a utilitzar les seves habilitats per "introduir" algú en el seu jo passat, Xavier i Magneto decideixen que ella enviï algú en el temps fins a l'any 1973 per evitar que Mystique mati Trask, amb Wolverine seleccionat perquè és l'únic que pot sobreviure al procés a causa del seu factor de curació regenerativa. En arribar el 1973, Wolverine localitza les versions passades de Xavier, Hank McCoy i Magneto i els convenç perquè l'ajudin a prevenir la seva extinció. Tot i que Magneto gairebé posa en perill el pla quan intenta matar a Mystique i pren el control dels Sentinels com a part del seu propi pla per salvar la raça mutant, Xavier aconsegueix convèncer Mystique perquè no mati Trask, el que fa que se la mostri públicament defensant el president Richard Nixon de Magneto. Com a resultat, Mystique és aclamada com una heroïna, el programa Sentinel és descartat i Trask és arrestat per vendre els seus dissenys a nacions estrangeres. La pel·lícula acaba amb Wolverine despertant-se en un futur revisat i idíl·lic on la guerra amb els Sentinels no va passar mai i tots els X-Men encara són vius.

### Videojocs
Ultimate Marvel vs. Capcom 3 té un escenari inspirat en "Days of Future Past" que serveix com a alternativa a l'escenari estàndard de Metro City, amb un pòster "Apprehended"/"Slain" similar al famós, amb personatges tant de Marvel com de Capcom que van protagonitzar Marvel vs. Capcom 2: New Age of Heroes, però no va tornar per als jocs Marvel vs. Capcom 3. Mega Man ocupa el lloc del Wolverine com a personatge jugable.
Coincidint amb l'estrena de la pel·lícula, GlitchSoft, un desenvolupador d'aplicacions mòbils, va llançar The Uncanny X-Men: Days of Future Past per a dispositius iOS i Android. El joc és una aventura d'acció en 2D de desplaçament lateral, amb una història més propera al còmic original que la representada a la pel·lícula. Inicialment els jugadors podran controlar Wolverine, i a mesura que avancen més en el joc, poden escollir entre Kitty Pryde, Colossus, Scarlet Witch i Cyclops, amb Storm, Polaris i Magneto anunciats com a personatges addicionals, cadascun amb diferents poders i habilitats, que es poden actualitzar a mesura que el jugador avança en el joc, obtenint punts d'experiència.
El final del videojoc X-Men Origins: Wolverine està ambientat en un futur no tan llunyà on Wolverine (amb un vestit de X-Men) s'allibera de la captivitat de Bolivar Trask per descobrir que els Sentinels s'han apoderat del món.

### Novel·la
Una novel·lització de la versió del còmic "Days of Future Past" d'Alex Irvine va ser publicada el maig de 2014 per Marvel Comics que va lligada a l'estrena de la pel·lícula, X-Men: Days of Future Past. Segueix essencialment la trama de la història del còmic original, però amb dos canvis particulars en els esdeveniments ambientats en el futur: Magneto sobreviu a la fugida del campament Sentinel i s'amaga fins que els seus poders es restableixen fins al punt que pot aniquilar els Sentinels restants; i Kitty és conscient en el cos del seu jo futur en lloc de romandre en coma fins que torni al seu propi temps.

## En la cultura popular
A "Gènesi", el primer episodi de la sèrie de televisió Herois, el personatge de Hiro Nakamura cita el viatge de Kitty en el temps com el que li va ensenyar els conceptes de viatge en el temps. Hiro afirma que el còmic li va ensenyar que el temps és un cercle, tot i que en realitat va insinuar que el temps es ramificava. L'episodi "Five Years Gone" va ser un homenatge més a la història, amb Hiro i el seu amic Ando viatjant cap a un futur on Nova York ha estat destruïda i la gent amb habilitats està sent caçada, obligant-los a viatjar al passat per evitar el explosió original.

## Edicions recopilatòries
- Days of Future Past (TPB) ISBN 0-7851-1560-9 inclou X-Men nº 138–141, The Uncanny X-Men nº 142–143 i X-Men Annual nº 4
- Days of Future Past (novel·la gràfica) ISBN 0-87135-582-5 inclou X-Men nº 141 i The Uncanny X-Men No. 142
- Essential X-Men Vol. 2 ISBN 0-7851-0298-1 inclou X-Men nº 120–141, The Uncanny X-Men nº 142–144